# Medicejská fontána

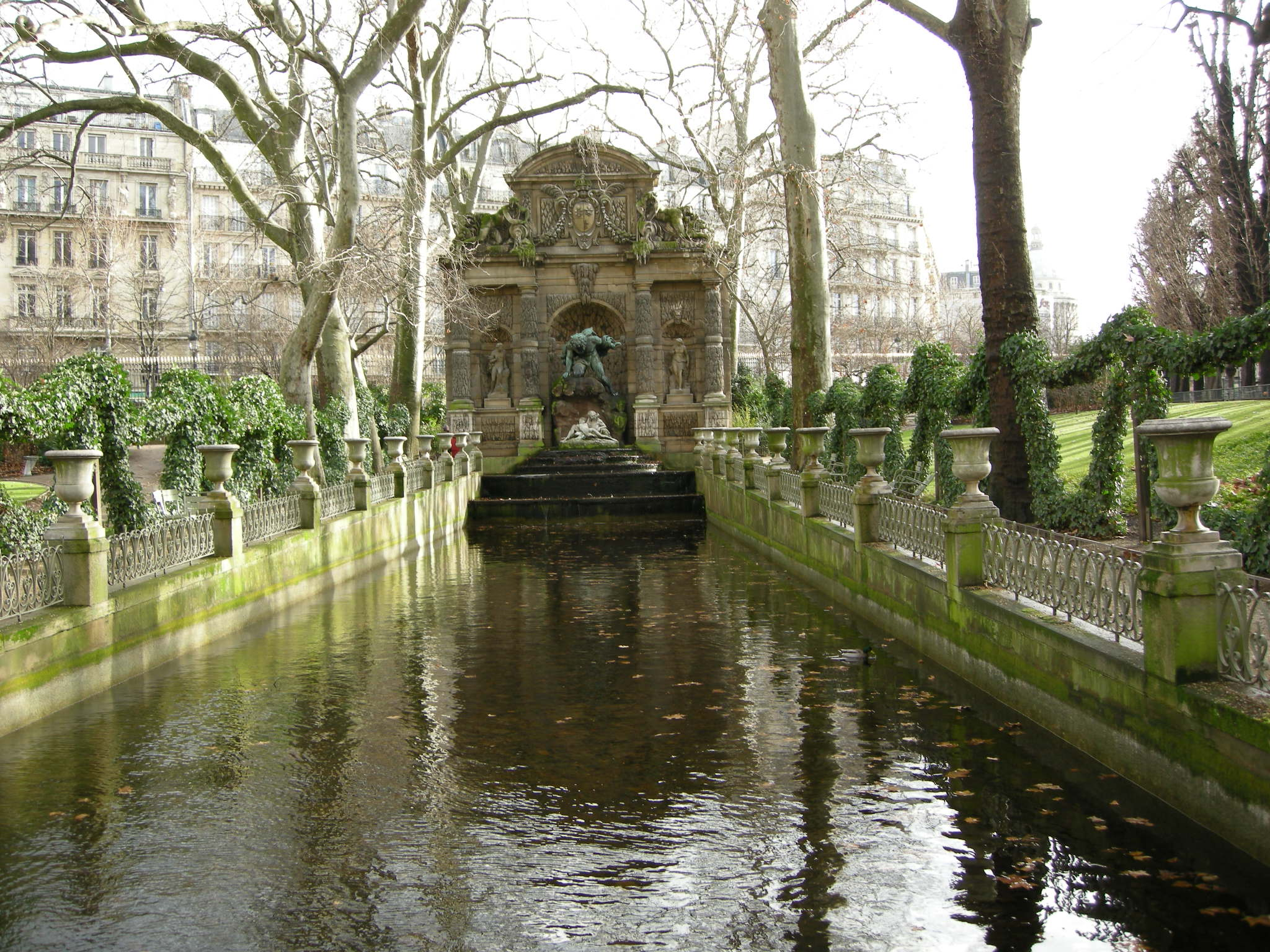
Medicejská fontána

Medicejská fontána (francouzsky Fontaine Médicis) je fontána v Paříži. Nachází se v severovýchodní části Lucemburské zahrady.

## Historie
Kolem roku 1630 pověřila královna Marie Medicejská, vdova po Jindřichu IV., florentského inženýra Thomase Francina její výstavbou.
Nejprve se nazývala Lucemburská grotta a prošla několika úpravami. V 19. století byla přesunuta do Lucemburské zahrady asi o 30 metrů po proražení ulice Rue de Medici během přestavby Paříže za prefekta Haussmanna. V roce 1862 byla k její zadní části připojena Lédina fontána přesunutá rovněž kvůli přestavbě města.
Od roku 1889 je chráněná jako historická památka.

## Popis
Fontána má tvar portiku v italském stylu. Sochař Augustus Ottin (1811-1890) přidal skupinu tří postav z řecké mytologie nazvanou Polyphème surprenant Galatée dans les bras d'Acis (Polyfémos překvapující Galateiu v Ákisově náručí). Polyfémos oblečený do zvířecí kůže je zobrazen, jak hledí ze skály na Galateiu a Ákise sedící v objetí pod ním.